# Bathylaimus inermis
Bathylaimus inermis är en rundmaskart. Bathylaimus inermis ingår i släktet Bathylaimus, och familjen Tripyloididae. Arten är reproducerande i Sverige.